# Floåsen (naturreservat)
Floåsen är ett naturreservat väster om orten Floåsen och vattendraget Grövlan i Älvdalens kommun i Dalarnas län.
Området är naturskyddat sedan 2011 och är 470 hektar stort. Reservatet består av gammal gran- och tallskog.